# Mieke Sterk
Mieke Sterk (Haarlem, 5 januari 1946) is een Nederlandse oud-atlete en politica. Als atlete was ze gespecialiseerd in het hordelopen en de sprint, werd ze twintigmaal Nederlands kampioene in deze disciplines en nam zij deel aan de Olympische Spelen. Als PvdA-politica zat ze van 1994 tot 1998 in de Tweede Kamer.

## Biografie

### Jeugdjaren
Sterk groeide op in een overtuigd PvdA-gezin en deed aan korfbal en basketbal. Op zeventienjarige leeftijd werd zij als hardloopster ontdekt bij een strandwedstrijd. Ze werd overgehaald om op atletiek te gaan bij atletiekvereniging Atmodes. Op haar eerste wedstrijd vestigde ze gelijk bij het verspringen een junioren clubrecord van 5,21 m en liep de 100 m in 12,7 s.
In 1966 liep Sterk voor het eerst de 100 m binnen de 12 seconden. In 1967 werd Wil Westphal haar trainer, die dit tien jaar lang zou blijven. Een jaar later won ze haar eerste nationale titel op de 100 m horden.

### Olympische Spelen
Mieke Sterk vertegenwoordigde Nederland op de Olympische Spelen van Mexico-Stad in 1968. Op de 200 m werd ze in de series met 24,0 uitgeschakeld. Op de 4 × 100 m estafette wonnen Wilma van den Berg, Mieke Sterk, Truus Hennipman-Cruiming en Corrie Bakker hun serie in 43,4 s, een evenaring van het wereldrecord dat de Amerikaanse ploeg even daarvoor had gelopen. De volgende dag werden de Amerikaanse vrouwen met 42,8 alleen wereldrecordhouders. Nederland herhaalde het kunststukje van de series en liep opnieuw 43,4 (in later jaren omgezet in een elektronisch vergelijkbare 43,44), dezelfde tijd waarmee de Sovjet-Russische ploeg met neuslengte verschil brons veroverde.
Nadat deze tijd pas na 43 jaar, in 2011 tijdens de wereldkampioenschappen in Daegu, door een Nederlands estafetteteam was geëvenaard, werd ten slotte in 2012 de beste Nederlandse prestatie ooit door Janice Babel, Kadene Vassell, Eva Lubbers en Jamile Samuel teruggebracht tot 42,90, waarmee er na bijna 44 jaar een eind kwam aan het bestaan van dit oudste nationale record.
Sterk viel in Mexico buiten haar sportprestaties op, omdat ze een kleine rel veroorzaakte doordat ze eigenmachtig haar rok van het voorgeschreven olympisch tenue drastisch inkortte en zo bij de openingsceremonie verscheen.

### Geen EK in Griekenland
In 1969 maakte Mieke Sterk voor het eerst haar politieke statement. Ze weigerde mee te doen aan de Europese kampioenschappen in Athene wegens het kolonelsregime in Griekenland. Dit tot grote woede van KNAU-officials.
Een jaar later nam ze wel weer gewoon deel aan de Europese indoorkampioenschappen in Wenen, waar zij zich wist te kwalificeren voor de finale van de 60 m horden. In deze door de Oost-Duitse Karin Balzer gewonnen wedstrijd werd Sterk vijfde in 8,6 s. Tijdens het outdoorseizoen won ze dat jaar in Turijn tijdens de universiade een bronzen medaille op de vijfkamp. Met 4828 punten eindigde ze achter de Russische Tatyana Kondrashova (goud) en de Bulgaarse Nedyalka Angelova (zilver).

### Na haar sportcarrière
Na haar sportcarrière ging Sterk zich in het vormingswerk bezighouden met randgroepjongeren, jonge asielzoekers en verstandelijk gehandicapten. Na de kabinetsformatie in 1994 kwam ze voor de PvdA in de Tweede Kamer. Ze was een van de nieuwelingen die op initiatief van toenmalig partijvoorzitter Felix Rottenberg in de Kamer was gekomen om de PvdA-fractie een nieuw aanzien te geven. Ze kreeg er de portefeuille "sport, gehandicaptenzorg, middelbaar beroepsonderwijs, defensiepersoneel, arbeidsvoorwaarden en nazorg" toebedeeld.
Nadat zij in 1997, ook in een interview met het opinieweekblad Vrij Nederland, kritiek had geuit op de partij, werd zij op een onverkiesbare plaats gezet. De kritiek viel niet in goede aarde: ze werd inderdaad niet herkozen.
In oktober 2008 hielden enkele Mexico-gangers uit '68 een reünie en verscheen in het Algemeen Dagblad naar aanleiding daarvan een terugblik op de deelname aan de Olympische Spelen van Mexico.

## Nederlandse kampioenschappen
Outdoor
| Onderdeel    | Jaar                               |
| ------------ | ---------------------------------- |
| 100 m        | 1975                               |
| 80 m horden  | 1967                               |
| 100 m horden | 1969, 1970, 1972, 1973, 1974, 1975 |
| vijfkamp     | 1973, 1975                         |

Indoor
| Onderdeel   | Jaar                                     |
| ----------- | ---------------------------------------- |
| 50 m        | 1975                                     |
| 60 m        | 1974                                     |
| 50 m horden | 1975                                     |
| 60 m horden | 1970, 1971, 1972, 1973, 1974, 1976, 1979 |

## Records

### Persoonlijke records
| Onderdeel          | Prestatie      | Datum             | Plaats    |
| ------------------ | -------------- | ----------------- | --------- |
| 100 m              | 11,6 s         | 23 mei 1968       | Amsterdam |
| 200 m              | 23,5 s         | 8 juli 1973       | Bazel     |
| 400 m              | 55,0 s         | 27 augustus 1967  | Rotterdam |
| 800 m              | 2.28,0 s       | 1965              |           |
| 60 m horden (ind.) | 8,1 s (ex-NR)  | 16 februari 1974  | Arnhem    |
| 80 m horden        | 11,0 s         | 6 augustus 1967   | Fourmies  |
| 100 m horden       | 13,2 s (ex-NR) | 16 mei 1973       | Papendal  |
| verspringen        | 6,17 m         | 20 september 1975 | Amsterdam |
| hoogspringen       | 1,73 m         | 20 september 1976 | Amsterdam |
| kogelstoten        | 11,91 m        | 1976              |           |
| speerwerpen        | 36,22 m        | 1966              |           |
| discuswerpen       | 23,10 m        | 1964              |           |
| vijfkamp (NT)      | 4440 p (ex-NR) | 7 juli 1973       | Bazel     |

### Nederlandse records
Outdoor
| Onderdeel           | Prestatie   | Datum            | Plaats      |
| ------------------- | ----------- | ---------------- | ----------- |
| 200 m               | 23,6 s      | 23 mei 1968      | Amsterdam   |
| 4 × 100 m nat. team | 44,5 s      | 24 augustus 1968 | Londen      |
| 4 × 200 m nat. team | 1.34,8      | 24 augustus 1968 | Londen      |
| 4 × 100 m nat. team | 43,7 s      | 4 oktober 1968   | Mexico-Stad |
|                     | 43,49 s     | 19 oktober 1968  | Mexico-Stad |
|                     | 43,44 s     | 20 oktober 1968  | Mexico-Stad |
| 100 m horden        | 14,2 s      | 30 april 1969    | Groningen   |
|                     | 13,8 s      | 13 juli 1969     | Uden        |
| 4 × 400 m club team | 3.52,4      | 25 juni 1969     | Haarlem     |
| 100 m horden        | 13,4 s      | 24 mei 1970      | Amsterdam   |
| vijfkamp            | 4952 p      | 13/14 juni 1970  | Gent        |
| 100 m horden        | 13,2 s      | 16 juni 1973     | Papendal    |
| vijfkamp            | 4440 p (NT) | 8 juli 1973      | Brussel     |

Indoor
| Onderdeel   | Prestatie | Datum            | Plaats    |
| ----------- | --------- | ---------------- | --------- |
| 60 m horden | 8,7 s     | 16 maart 1969    | Amsterdam |
|             | 8,4 s     | 8 maart 1970     | Groningen |
|             | 8,2 s     | 4 december 1970  | Berlijn   |
|             | 8,1 s     | 16 februari 1974 | Arnhem    |

## Onderscheidingen
- KNAU-atlete van het jaar - 1973
- Unie-erekruis in goud van de KNAU - 1978